# Al-Mu’izz
Ma’add al-Mu’izz li-Din Allah (arab. ‏معد المعزّ لدين ﷲ‎; ur. ok. 930, zm. październik 975) – jeden z najwybitniejszych kalifów fatymidzkich. Ostatecznie opanował Egipt i założył miasto Kair.

## Życiorys
Po śmierci ojca, kalifa Al-Mansura w 953 roku, Al-Mu’izz przejął władzę nad państwem fatymidzkim, obejmującym w tym okresie obszary dzisiejszych Tunezji, zachodniej Libii, Sycylii, Algierii i Maroka. Po tym, jak Maroko zrzuciło jego zwierzchnictwo, skierował na Fez wojsko pod dowództwem Dżauhara z zadaniem stłumienia buntu. Dżauhar dotarł aż do Atlantyku. Po opanowaniu sytuacji w państwie Al-Mu’izz skierował swoją uwagę na Egipt. Przygotowywał się do wojny już od 966 roku, jednak zwlekał z jej rozpoczęciem przez wzgląd na pielgrzymkę swojej matki, która wędrując do Mekki musiała przejść przez terytorium egipskie. Matka Al-Mu’izza spotkała się z bardzo dobrym przyjęciem ze strony władcy Egiptu Kafura, dlatego przekonała syna by zaniechał najazdu na ten kraj. Dopiero po śmierci Kafura w 968 roku Al-Mu’izz rozpoczął wojnę z Egiptem. W ciągu niecałego roku jego armia dowodzona przez Dżauhara opanowała cały kraj. W celu umocnienia władzy Fatymidów nad podbitym Egiptem Al-Mu’izz zdecydował się na przeniesieniu tam z Tunezji swojej rezydencji. W roku 972, obok starej stolicy poprzednich władców Egiptu założył nowe miasto - Kair. Po opanowaniu Egiptu Al-Mu’izz rozpoczął najazd na Syrię, jednak zmarł w październiku 975 roku. Podbój Syrii dokończył jego syn i następca Al-'Aziz.